# Roman Chirokov
Roman Nikolayevitch Shirokov - em russo, Роман Николаeвич Широков (Dedovsk, 6 de julho de 1981) - é um futebolista profissional russo, Meia armador, milita no CSKA Moscou.

## Carreira
É um dos principais jogadores da atual geração russa, conhecido por suas chegadas ao ataque e a forte marcação. Chirikov fez parte do elenco da Seleção Russa de Futebol da Eurocopa de 2016.

### Gols pela seleção nacional
| #   | Data                    | Local                   | Adversário       | Gol | Resultado | Competição                             |
| --- | ----------------------- | ----------------------- | ---------------- | --- | --------- | -------------------------------------- |
| 1.  | 11 de agosto de 2010    | São Petersburgo, Rússia | Bulgária         | 1-0 | 1-0       | Amistoso                               |
| 2.  | 08 de outubro de 2010   | Dublin, Irlanda         | Irlanda          | 3-0 | 3-2       | Eliminatórias da Eurocopa de 2012      |
| 3.  | 11 de novembro de 2011  | Piraeus, Grécia         | Grécia           | 0-1 | 1-1       | Amistoso                               |
| 4.  | 29 de fevereiro de 2012 | Copenhague, Dinamarca   | Dinamarca        | 0-1 | 0-2       | Amistoso                               |
| 5.  | 01 de junho de 2012     | Zurique, Suíça          | Itália           | 0-2 | 0-3       | Amistoso                               |
| 6.  | 01 de junho de 2012     | Zurique, Suíça          | Itália           | 0-3 | 0-3       | Amistoso                               |
| 7.  | 08 de junho de 2012     | Wrocław, Polônia        | Tchéquia         | 0-2 | 1-4       | Eurocopa 2012                          |
| 8.  | 07 de setembro de 2012  | Moscou, Rússia          | Irlanda do Norte | 2-0 | 2-0       | Eliminatórias da Copa do Mundo de 2014 |
| 9.  | 16 de outubro de 2012   | Moscou, Rússia          | Azerbaijão       | 1-0 | 1-0       | Eliminatórias da Copa do Mundo de 2014 |
| 10. | 14 de novembro de 2012  | Krasnodar, Rússia       | Estados Unidos   | 2-1 | 2-2       | Amistoso                               |
| 11. | 06 de fevereiro de 2013 | Marbella, Espanha       | Islândia         | 1-0 | 2-0       | Amistoso                               |
| 12. | 11 de outubro de 2013   | Baku, Azerbaijão        | Azerbaijão       | 1-0 | 1-1       | Eliminatórias da Copa do Mundo de 2014 |
| 13. | 14 de novembro de 2015  | Krasnodar, Rússia       | Portugal         | 1-0 | 1-0       | Amistoso                               |